# Curasao (licor)

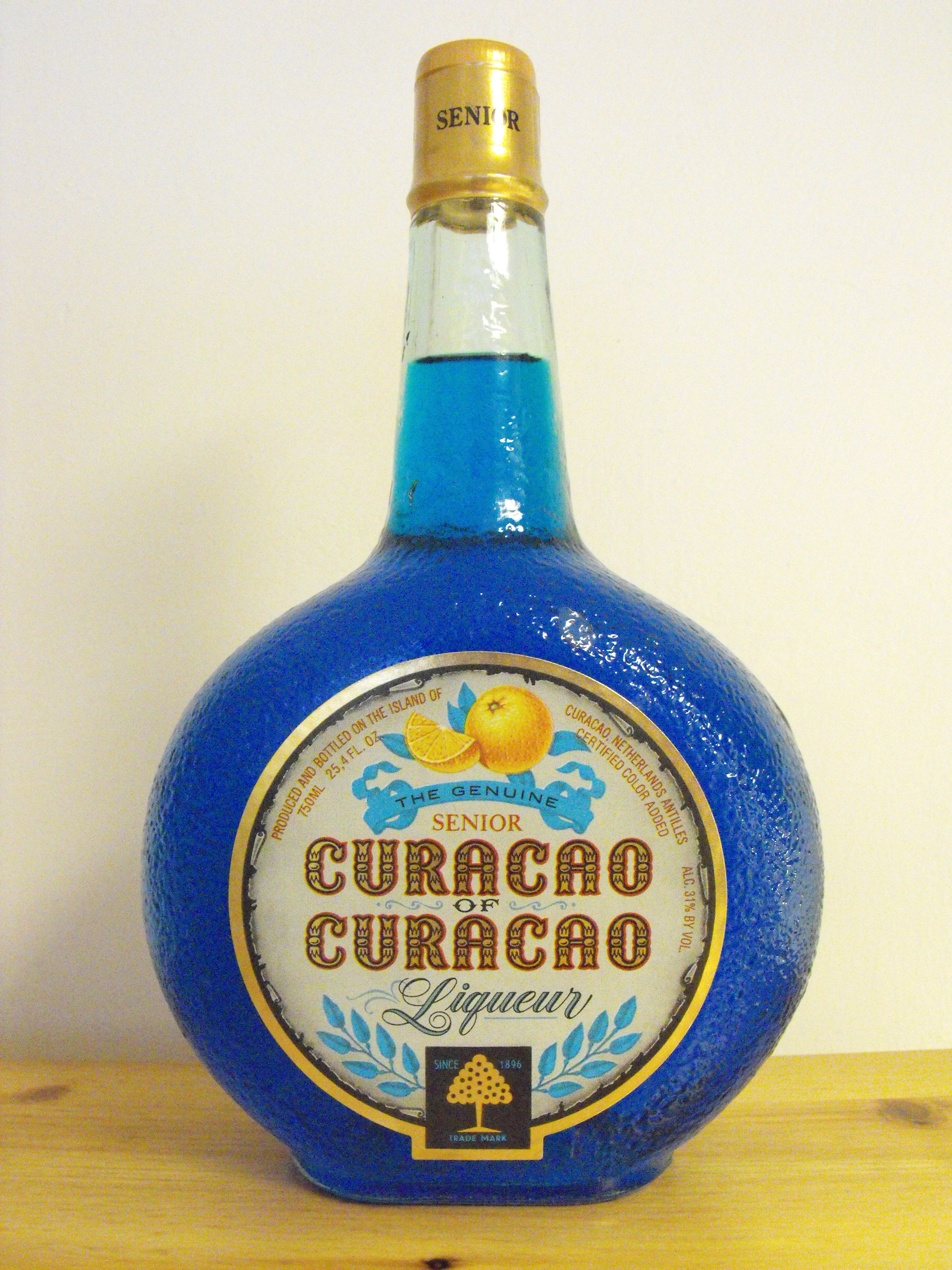
Botella de Curasao azul.

El curasao o curazao (grafía originaria: curaçao) es un licor elaborado por maceración en alcohol de las cortezas de una variedad de naranja amarga llamada laraha, originaria de la isla de Curazao (Países Bajos), en las Antillas, Caribe.
Su graduación alcohólica oscila entre los 15° y los 40°.
Existen diversas variedades, que van desde los muy dulces a completamente secos. También existen variedades cromáticas, por lo que resultan muy vistosas en coctelería.

## Historia
El licor de “Curaçao” es tradicionalmente hecho con las cáscaras desecadas de la fruta cítrica “laraha”. La laraha es una naranja amarga proveniente de Curazao, con el nombre latino Citrus aurantium currassaviensis, que significa “naranja de Curazao”. Poco después del descubrimiento de la isla de Curazao en 1499, los españoles planearon, además de otras actividades, el desarrollo de la agricultura en la isla. Una de las plantas que los españoles llevaron con mucho cuidado en sus largos viajes desde España fue la llamada “naranja valenciana”. Los registros históricos muestran que alguien llamado Pérez Maestre trajo las primeras semillas a Curazao desde la isla de La Española en 1527.
Años después, cuando los neerlandeses llegaron a Curazao, encontraron pequeñas plantaciones alrededor de la isla. La diferencia en clima y suelo tuvieron un efecto aparentemente negativo en la naranja de Valencia, que era conocida por su dulzura, tamaño y color brillante. La naranja se había convertido en una naranja un poco más pequeña, amarga, y prácticamente incomible. El proyecto de plantación fue olvidado, y la nueva naranja abandonada. Décadas después, los plantadores locales descubrieron que las cáscaras de la nueva naranja, desecadas al sol, contenían aceites esenciales, con una fragancia muy placentera. Fue así como estos plantadores comenzaron a aprovecharla así seca para destilar un licor, desarrollando diferentes recetas caseras para compartir con amigos y familiares. A finales del siglo XVII, Lucas Bols (1652-1719) de la afamada destilería Bols comenzó a exportarlo a Ámsterdam. Este aguardiente es casi incoloro, pero para darle un aspecto más llamativo, fue la destilería Bols la primera en añadirle un colorante y comercializar el primer Curasao azul en 1912.

## La destilería de licor “Curaçao” en Landhuis Chobolobo en Curazao
Senior & Co, una compañía establecida en Curazao, afirma ser la única compañía en el mundo que siempre ha producido su licor usando las cáscaras desecadas de la laraha. Las familias judías sefardíes Senior y Chumaceiro empezaron a vender su licor en pequeñas cantidades en 1896 en su farmacia llamada “Botika Excelsior”. En 1947, Senior & Co compró la mansión “Landhuis Chobolobo” en Willemstad, capital de Curazao territorio autónomo de los Países Bajos en el Caribe, y desde entonces la destilería de licor de “Curaçao” se ha alojado allí. Ya que Senior & Co. es la única compañía en el mundo que usa la original laraha de Curazao, la compañía utiliza la palabra “Genuino” en sus embalajes: El Genuino Licor de Curazao.

## Proceso de destilación
Para hacer el licor, la cáscara de la laraha se seca al sol con el fin de facilitar la extracción de los aceites que tienen una fragancia suave. Después de remojarla en una bolsa de yute se introduce en un alambique con alcohol de caña caliente durante tres días. Después de un día de enfriamiento se retira la cáscara, se agrega agua y especias y la destilación se realiza durante otros tres días. Senior & Co utiliza un alambique de cobre de 120 años para el proceso de destilación. El licor prácticamente incoloro se tiñe de azul o de anaranjado con colorantes alimentarios autorizados.

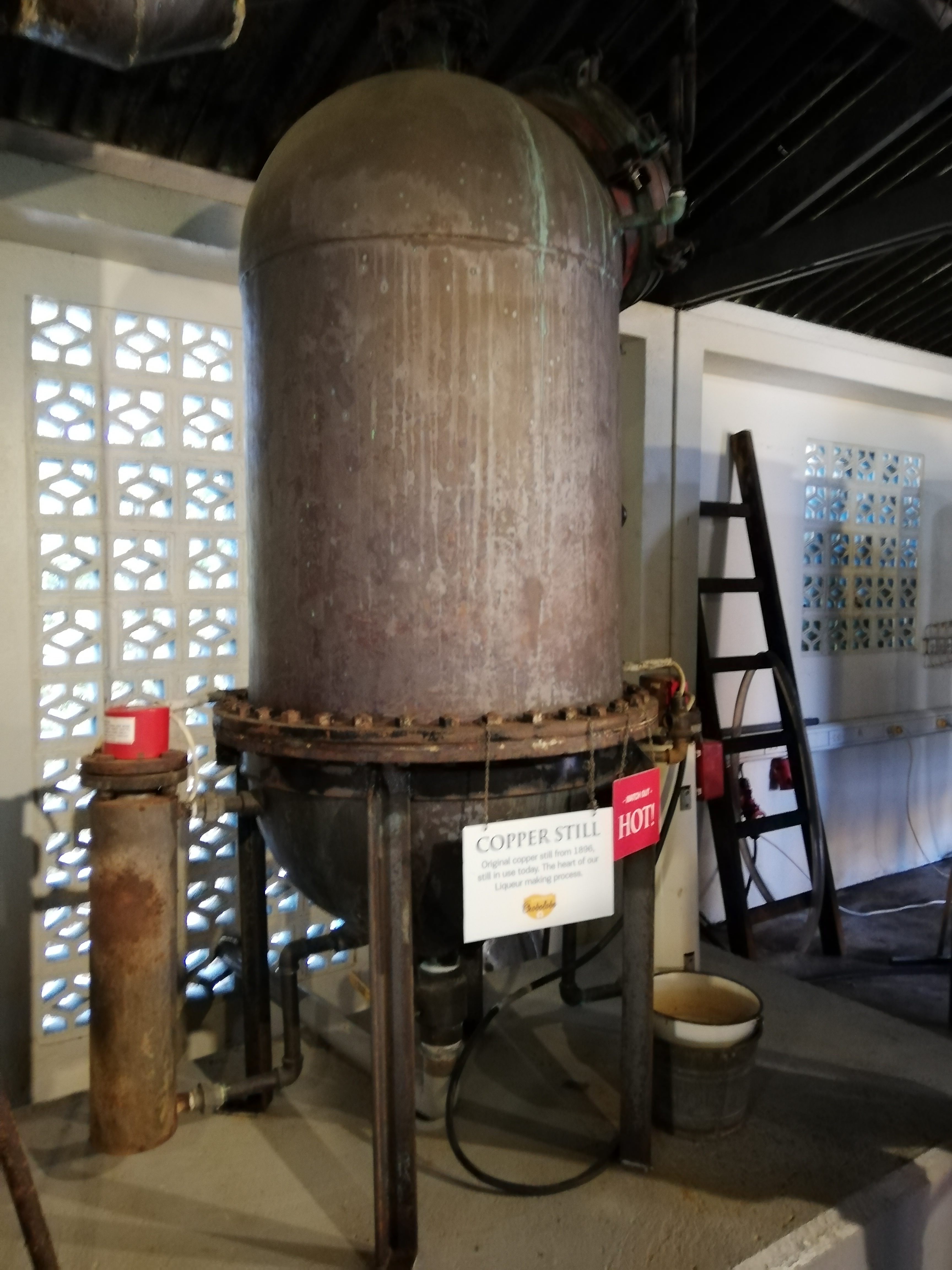
El viejo alambique de la destilería Senior & Co.
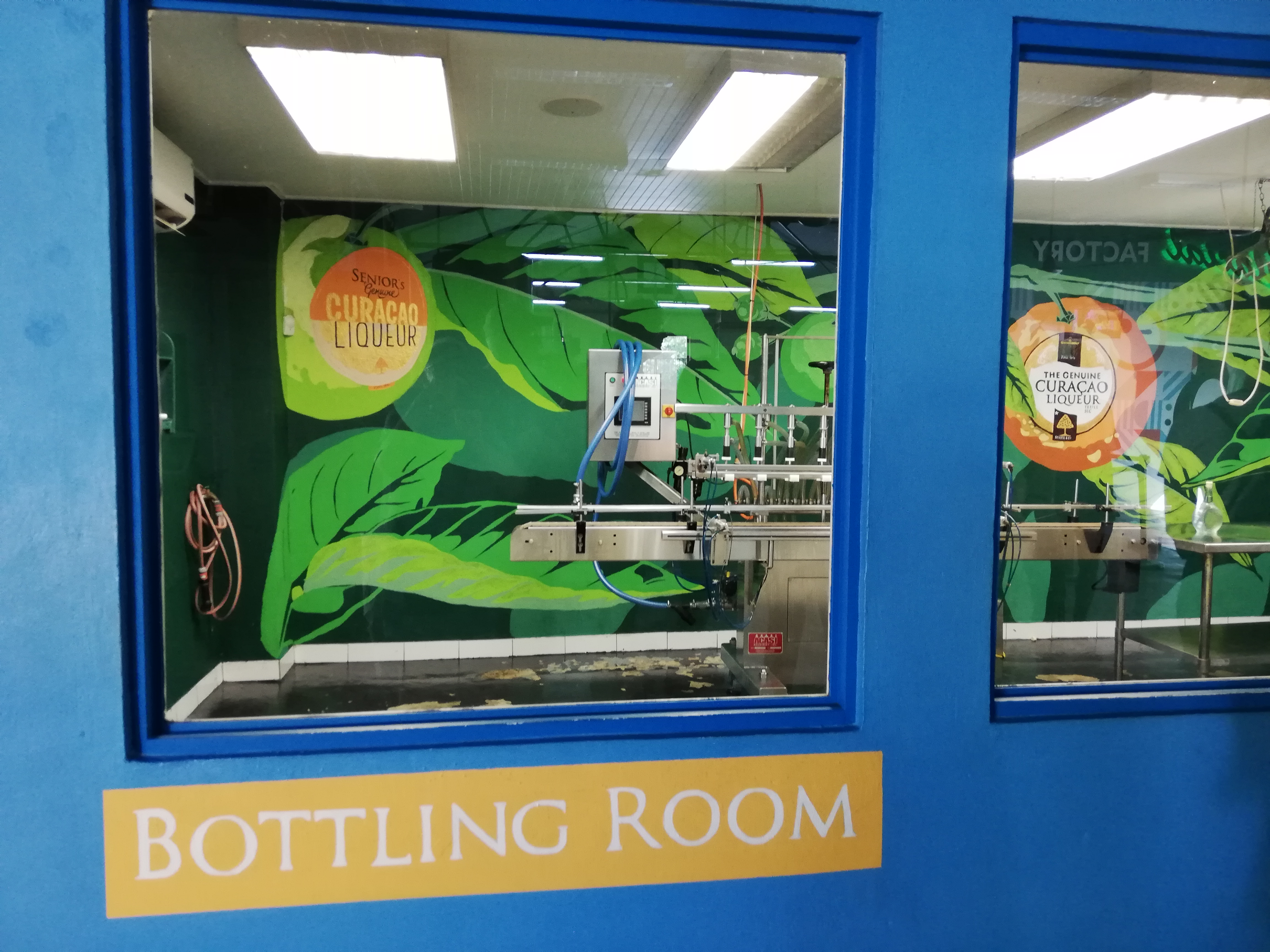
Sala de embotellado.
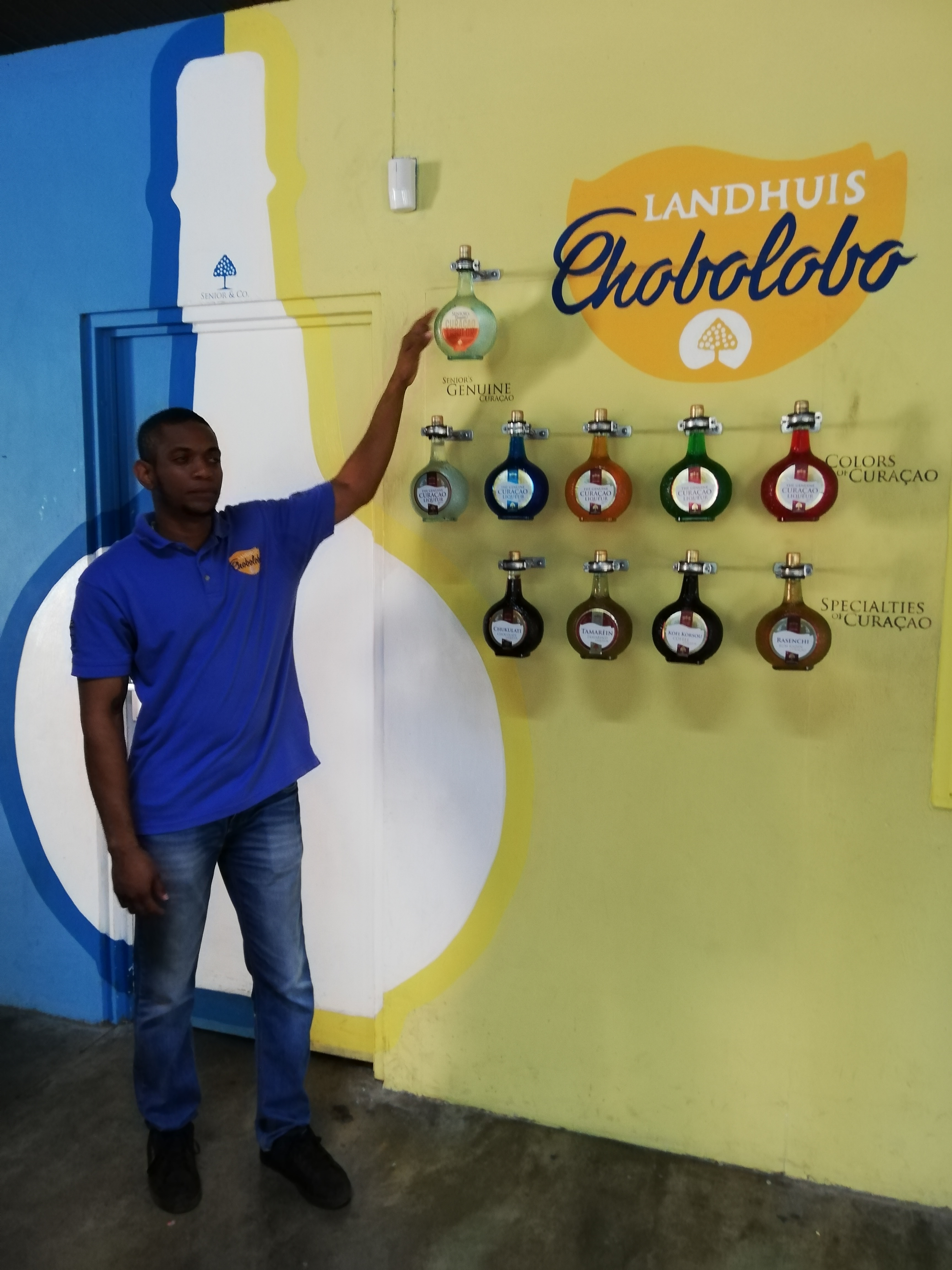
Recorrido por la destilería de Senior & Co.
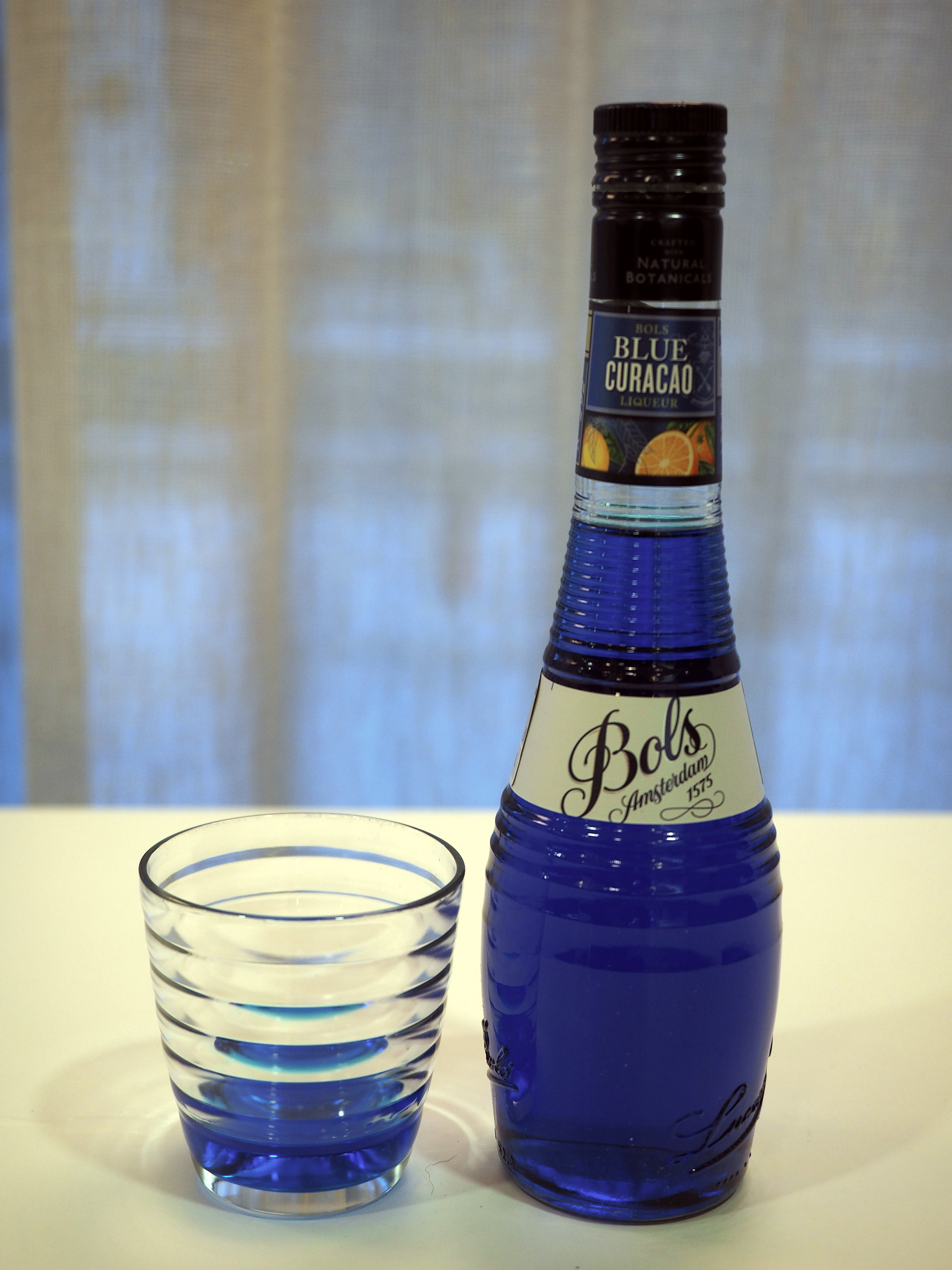
Curaçao azul elaborado por Bols.